# Prix Edward-Teller
Tous les deux ans, le prix Edward-Teller de l'American Nuclear Society est décernée pour des réalisations exceptionnelles dans l'utilisation de lasers et de faisceaux de particules pour produire des températures et des densités élevées, en particulier pour la recherche sur la fusion. Le prix, créé en 1999 et doté de 2 000 dollars américains, est décerné lors de l'International Conference on Inertial Fusion Science Applications (IFSA).

## Lauréats
- 1991 Nikolaï Bassov, Heinrich Hora (en), John Nuckolls (en), Chiyoe Yamanaka
- 1993 Robert Dautray, John D. Lindl, Sadao Nakai
- 1995 E. Michael Campbell, Gennady A. Kirillov, Robert L. McCrory, George H. Miley (en)
- 1997 Michael H. Key, Jürgen Meyer-ter-Vehn (de), Guillermo Velarde (es), George Zimmerman
- 1999 Larry R. Foreman, Steven W. Haan, Dov Shvarts
- 2001 Mordecai Rosen, Stefano Atzeni
- 2003 Hideaki Takabe, Laurance J. Suter
- 2005 Joseph D. Kilkenny, Max Tabak
- 2007 Kunioki Mima (de), Brian R. Thomas
- 2009 Riccardo Betti (en), Edward Moses (en)
- 2011 Christine Garban-Labaune, Bruce A. Remington
- 2013 James Hammer, Richard Petrasso
- 2015 Hiroshi Azechi, Zhang Jie (physicien) (en)
- 2017 R. Paul Drake, Vladimir Tikhonchuk
- 2019 Xian-Tu He (en), Patrick Mora
- 2021 Omar Hurricane (en), Ryosuke Kodama